# Intermedio Tardío

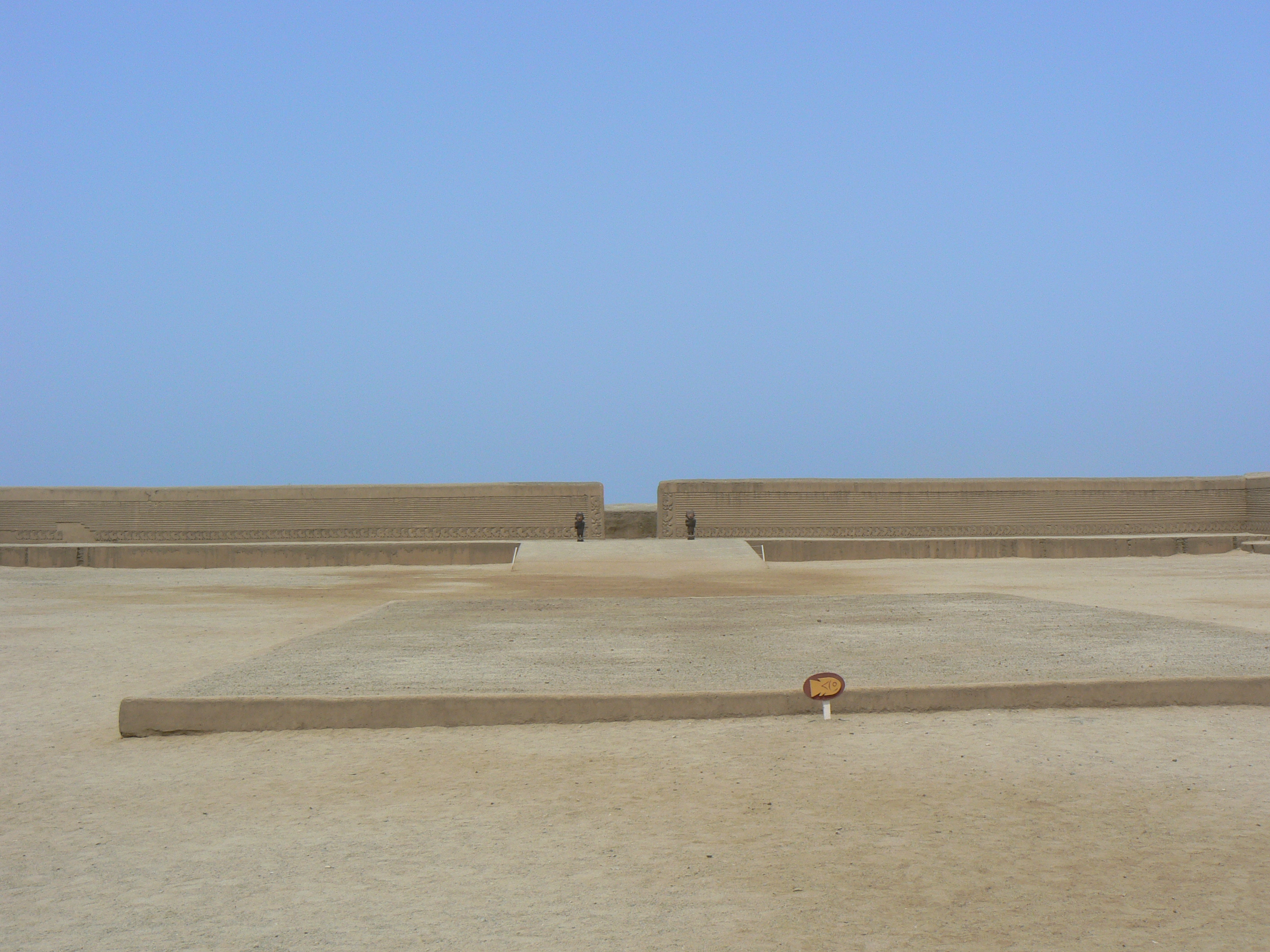
Vista parcial del Palacio de Nik An en Chan Chan, la capital del reino chimú.

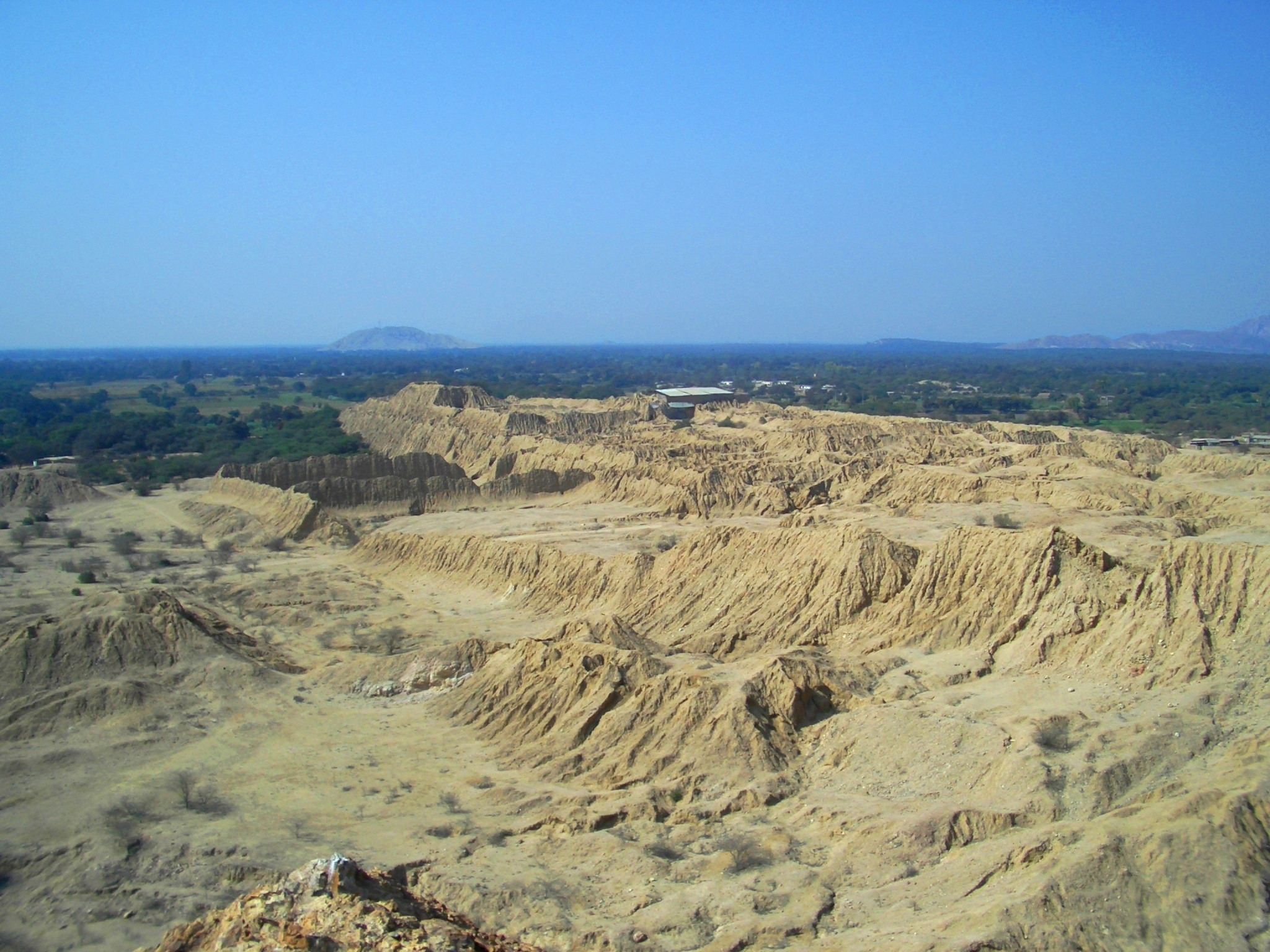
Huaca Larga (dimensiones: 700m de largo, 270m de ancho y 30m de altura) en Túcume, última capital de la reino sicán en su fase tardía.

El Intermedio Tardío es un periodo de las civilizaciones andinas comprendido desde la decadencia de Huari hasta la victoria del hasta entonces pequeño reino quechua sobre los chancas ocurrida en la batalla de Yahuarpampa. La cronología más aceptada corrige este período entre 1000 d. C. y 1450 d. C.
Entre las culturas más significativas de la época se encuentran los sicanos costeros, Chimú y Chincha y los andinos de Chachapoyas, Chancay, Huaylas, Colla y Lupaca.
El período interino reciente finaliza con la expansión del Imperio incaico, un rasgo distintivo del último horizonte tardío, que será la última y más corta fase de la historia andina que precede a la conquista española.

## Denominaciones
El Intermedio Tardío recibe otros nombres como:
- Segundo Intermedio
- Estados Regionales, Tardíos y Mandatarios
- Periodo de los Reinos y Señoríos
- Etapa de Alta Cultura II-D
- Confederaciones Regionales
- Regionalismos
- Segunda regionalización

## Cronología
Desarrollado más a fondo con Dorothy Menzel en 1967, el modelo cronológico de Rowe fijó el comienzo del período intermedio reciente en 900 d. C. con algunas excepciones principalmente de académicos, que tratan con culturas costeras, que se independizaron de Huari. antes de otros, la fecha de inicio más aceptada hoy es 1000 d. C., mientras que el final de esta fase generalmente se indica en 1450 d. C. La escala cronológica alternativa propuesta por el arqueólogo peruano proporciona una fase similar entre 1100 d. C. y 1470 d. C, llamado el "período de los Estados Regionales".

### Propuestas comunes
| Autor             | Denominación               | Cronología  |
| ----------------- | -------------------------- | ----------- |
| Edward P. Lanning | Intermedio Tardío          | 1000 - 1476 |
| Rowe-Menzel       | Intermedio Tardío          | 900 - 1476  |
| Luis G. Lumbreras | Estados Regionales         | 1200 - 1430 |
| Rogger Ravines    | Intermedio Tardío          | 1000 - 1430 |
| Danièle Lavallé   | Estados Regionales Tardíos | 1100 - 1476 |

### Acuerdo
| Cronología  | Fecha de inicio         | Fecha de término                                                           |
| ----------- | ----------------------- | -------------------------------------------------------------------------- |
| 1000 - 1438 | Caída del Imperio huari | Victoria incaica sobre los chancas, ocurrida en la Batalla de Yahuarpampa. |
| 1000 - 1438 | Caída del Reino sican   | Victoria incaica sobre los chancas, ocurrida en la Batalla de Yahuarpampa. |

## Principales características
- Etapa de las confederación.
- Desarrollo de las grandes urbes de América.
- Gran desarrollo artesanal.
- Desarrollo comercial.
- Especialización del Quipu (Quipu especializado).

En la costa sur se desarrolló la civilización chincha, cuyos líderes pronto formaron una alianza con el Tahuantinsuyo para recibir privilegios también atestiguados por las crónicas de Pedro Cieza de León. Otras civilizaciones desarrolladas en la sierra andina: la última fase de la cultura Cajamarca, las culturas Huaylas, Huamachuco, Chinchaycocha, Wanka, Colla y Lupaca pertenecen a este período. En el Cuzco, Ayarmaca precedió a los incas en el dominio de la meseta, mientras que en la costa central se desarrollaron las culturas Chancay e Ishma.

## Estados destacados
| Estado        | Capital    | Ubicación                           | Fecha                   | Observaciones                                         |
| ------------- | ---------- | ----------------------------------- | ----------------------- | ----------------------------------------------------- |
| Imperio Chimú | Chan Chan  | Costa norte de los Andes centrales  | 1000 d. C. y 1200 d. C. | Estado precolombino más poderoso de la costa andina.  |
| Reino Sicán   | Túcume     | Sierra norte de los andes centrales | d.c 700-d.c 1375        | Estado precolombino más antiguo del Intermedio Tardio |
| Reino colla   | Hatuncolla | Provincia de Puno                   | 1150-1477               | estado aimara más poderoso de los andes               |

## Otros estados
| Estado                           | Capital                         | Ubicación                                              | Cronología  | Observaciones                                    |
| -------------------------------- | ------------------------------- | ------------------------------------------------------ | ----------- | ------------------------------------------------ |
| Reino Sicán                      | Túcume                          | Costa norte de los Andes centrales: Piura y Lambayeque | -           | En el siglo XIV fue absorbido por el Reino Chimú |
| Reino de Cajamarca               | Tantarica                       | Sierra norte peruana: Cajamarca                        | -           | -                                                |
| Curacazgo Tallán                 | -                               | Costa norte de los Andes centrales: Piura              | -           | -                                                |
| Curacazgo de Ayabaca             | -                               | -                                                      | -           | -                                                |
| Curacazgo de Huancabamba         | -                               | -                                                      | -           | -                                                |
| Confederación Chachapoyas        | Kuelap                          | Sur de la Región Amazonas y Noroeste de San Martín     | -           | -                                                |
| Curacazgo de Conchuco            | -                               | -                                                      | -           | -                                                |
| Curacazgo de Huacrachuco         | -                               | -                                                      | -           |                                                  |
| Señorío de Huaylas               | -                               | -                                                      | -           | -                                                |
| Curacazgo huamali                | -                               | -                                                      | -           | -                                                |
| Señorío chupacho                 | -                               | -                                                      | -           | -                                                |
| Curacazgo de Yachas              | -                               | -                                                      | -           | -                                                |
| Curacazgo de Quero               | -                               | -                                                      | -           | -                                                |
| Señorío de Chancay               | -                               | Costa central de los Andes centrales: Lima             | -           | -                                                |
| Señorío de Yauyos                | -                               | -                                                      | -           | -                                                |
| Señorío de Collique              | -                               | -                                                      | -           | -                                                |
| Reino de Ichma                   | Pachacámac (sitio arqueológico) | Costa central de los Andes centrales: Lima             | -           | -                                                |
| Señorío de Huarco                | -                               | -                                                      | -           | -                                                |
| Señorío Taruma                   | -                               | -                                                      | -           | -                                                |
| Señorío Huanca                   | Siquillapucará                  | -                                                      | -           | -                                                |
| Confederación Chanca             | -                               | -                                                      | -           | -                                                |
| Señorío de Chincha               | La Centinela                    | -                                                      | -           | -                                                |
| Señorío sora                     | -                               | -                                                      | -           | -                                                |
| Señorío pocra                    | -                               | -                                                      | -           | -                                                |
| Curacazgo del Cuzco              | Cuzco                           | -                                                      | 1197 – 1438 | -                                                |
| Señorío de Parinacochas          | -                               | -                                                      | -           | -                                                |
| Señorío de Chuquibamba           | -                               | -                                                      | -           | -                                                |
| Señorío de Churajón              | -                               | -                                                      | -           | -                                                |
| Estados aimaras: Reinos Collas:  |                                 |                                                        |             |                                                  |
| Señorío de Chiribaya             | -                               | -                                                      | -           | -                                                |
| Señorío de Chuquibamba           | -                               | -                                                      | -           | -                                                |
| Señorío de Cahuana               | -                               | -                                                      | -           | -                                                |
| Señorío de Canas                 | -                               | -                                                      | -           | -                                                |
| Señorío de Canchis               | -                               | -                                                      | -           | -                                                |
| Señorío de Collagua              | -                               | -                                                      | -           | -                                                |
| Reino Colla                      | Hatuncolla                      | -                                                      | -           | -                                                |
| Reino de Omasuyo                 | -                               | -                                                      | -           | -                                                |
| Estados aimaras: Reinos Aimaras: |                                 |                                                        |             |                                                  |
| Reino Pacaje                     | -                               | -                                                      | -           | -                                                |
| Reino Lupaca                     | -                               | -                                                      | -           | -                                                |
| Señorío de Caracara              | -                               | -                                                      | -           | -                                                |
| Señorío de Llacxa                | -                               | -                                                      | -           | -                                                |
| Señorío de Caranga               | -                               | -                                                      | -           | -                                                |
| Señorío de Charca                | -                               | -                                                      | -           | -                                                |

## Estados preincaicos contemporáneos
| Estado                                                                   | Capital | Ubicación | Cronología | Observaciones |
| ------------------------------------------------------------------------ | ------- | --------- | ---------- | ------------- |
| Curacazgo de Pasto [cita requerida]                                      | -       | -         | -          | -             |
| Confederación omaguaca                                                   | -       | -         | -          | -             |
| confederación atacameño                                                  | -       | -         | -          | -             |
| Confederación diaguita[cita requerida]                                   | -       | -         | -          | -             |
| Confederación picunche[cita requerida]                                   | -       | -         | -          | -             |
| Curacazgo palta [cita requerida]                                         | -       | -         | -          | -             |
| Señorío de Manta-Huancavilca [cita requerida]                            | -       | -         | -          | -             |
| Señorío Cañari                                                           | -       | -         | -          | -             |
| Confederación caranqui-quitu, cuyos integrantes fueron: [cita requerida] |         |           |            |               |
| Señorío de Quitu                                                         | -       | -         | -          | -             |
| Señorío de Caranqui-Cayambe                                              | -       | -         | -          | -             |
| Curacazgo yumbo                                                          | -       | -         | -          | -             |
| Curacazgo de Panzaleo                                                    | -       | -         | -          | -             |
| Curacazgo de Puruhá                                                      | -       | -         | -          | -             |

## Gobernante o personaje representante
- Manco Capac, fundador de la Dinastía Incaica.

## Otros gobernantes o personajes
- Tacaynamo, fundador de la Dinastía Chimú.
- Ñancen Pinco, extendió los dominios chimúes hasta la sierra.
- Minchacaman, conquistador chimú llevó a su reino a su máxima extensión.
- Sinchi Roca, primer jefe incaico proclamado.
- Lloque Yupanqui, primer curaca del Curacazgo del Cuzco
- Inca Roca, primer Inca del Curacazgo del Cuzco
- Anco Vilca, jefe Chanca que lideró sus fuerzas armadas contra los incas.
- Asto Huaraca, general chanca que se enfrentó a los incas en la Batalla de Yahuarpampa.
- Tomay Huaraca, otro general chanca que se enfrentó a los incas en la Batalla de Yahuarpampa.